# 크리스틴 스콧 토머스
크리스틴 스콧 토머스 여사(영어: Dame Kristin Scott Thomas, DBE, 1960년 5월 24일 ~ )는 영국의 배우이다.

## 출연 작품
- 브렌다의 이중 생활 (1988)
- 네 번의 결혼식과 한 번의 장례식 (1994)
- 천사와 벌레 (1995)
- 잉글리쉬 페이션트 (1996)
- 미션 임파서블 1 (1996)
- 고스포드 파크 (2001)
- 키핑 멈 (2005)
- 당신을 오랫동안 사랑했어요 (2008)
- 천일의 스캔들 (2008)
- 이지 버츄 (2008)
- 쇼퍼홀릭 (2009)
- 여자가 사랑할때 (2009)
- 존 레논 비긴즈: 노웨어 보이 (2009)
- 사라의 열쇠 (2010)
- 사막에서 연어낚시 (2011)
- 벨아미 (2012)
- 온리 갓 포기브스 (2013)
- 인비저블 우먼 (2013)
- 스윗 프랑세즈 (2015)
- 더 파티 (2017) - 자넷 역
- 다키스트 아워 (2017) - 클레멘타인 처칠 역
- 툼 레이더 (2018) - 애나 밀러 역
- 레베카 (2020) - 댄버스 부인 역
- 노스 스타 (2023) - 다이애나 역

## 서훈
- 2003년 대영 제국 훈장 4등급(OBE)[주 1][1]
- 2005년 프랑스 레지옹 도뇌르 훈장 슈발리에
- 2015년 대영 제국 훈장 2등급(DBE, 작위급 훈장)[주 2][2]

## 주해
1. ↑  2003년 6월 서훈명단(2003 Birthday Honours)에서 선정
2. ↑  2015년 신년 서훈명단(2015 New Year Honours)에서 선정